# Фанина, Екатерина Евгеньевна
Екатерина Евгеньевна Фанина (род. 27 ноября 1989, Волгоград) — российская гандболистка, крайний правый клуба «Астраханочка». Двоюродная сестра гандболистки Ярославы Фроловой.

## Биография
Племянница гандбольного тренера Ирины Фроловой и двоюродная сестра гандболистки Ярославы Фроловой. Воспитанница волгоградского гандбола. Пришла в гандбол в 7 лет к тренеру Любови Сидоричевой.
В 2017 году в составе «Кубани» выиграла бронзовые медали Чемпионата России.
Сезон 2018/19 провела в Германии в клубе «Халле-Нойштадт». ПО окончании сезона вернулась в Россию к сыну. Сообщалось, что игрок будет выступать за «Динамо-Синару», но клуб не нашёл средств на оплату международного трансфера. Подписала контракт с клубом «Ставрополье» на сезон 2019/20. После зимней паузы перешла в «Астраханочку».